# عبد الله الغانم
عبد الله يوسف أحمد الغانم (1928 - 2009) وزير الكهرباء والماء الكويتي السابق مُنذ عام 1971 حتى 1978.

## السيرة الشخصية
ولد بالكويت، من مواليد 1928 وتلقى تعليمه بالمدرسة المباركية، ونال التوجيهية من الجامعة الاميركية في بيروت، ثم الكلية التقنية في غلاسكو بإيرلندا، التي تعرف باسم «ستراند كلايد» بالهندسة، وبدأ ممارسة أعماله الحرة عام 1955 وتولى تأسيس ورئاسة عدد من الشركات منها‍: رئيس مجلس إدارة شركة صناعة الاسمدة، وشركة الكويت للتأمين، وشركة الحفريات الكويتية وشركة الانابيب، ثم شركة الصناعات الكويتية.

## محطات من حياته
- قنصلا فخريا للمملكة الدانمركية في الكويت عام 1964.
- وزيرا للكهرباء والماء عام 1971.
- وزيرا للكهرباء والماء عام 1975.
- وزيرا للكهرباء والماء في فترة حل مجلس الامة من الفصل التشريعي الرابع 1975.
- تم تزكيته كرئيس للجنة الوطنية لجمع التبرعات لأسر ضحايا قوات التحالف عام 2003.
- كان في مقدمة المدعوين للقيام برحلة طيران تجريبي على متن طائرة الكونكورد التي وصلت الكويت في شهر أغسطس 1974.